# 天皇巨星
《天皇巨星》（英語：Exit the Dragon, Enter the Tiger）是1976年上映的一部电影，由李作楠执导，李小龙的模仿者何宗道出演的一部电影。该电影翻拍的是李小龙的作品《龙争虎斗》。

## 劇情簡介
李小龙的学生为了寻找师父死亡的真相，于是来到了香港，并在这之中遇到了一个女子，并且在之后，二人一起对付在这里作恶的恶霸。

## 演员
- 何宗道
- 曹小君
- 张翼
- 江心怡
- 包國良
- 馬之秦
- 葛小宝
- 山茅
- 龙飞

## 相關連結
- 互联网电影数据库（IMDb）上《天皇巨星》的资料（英文）
- 豆瓣电影上《天皇巨星》的資料 （简体中文）
- 香港影庫上《天皇巨星》的資料（繁體中文）